# Ingeniería Sin Fronteras (España)
La Federación Española de Ingeniería Sin Fronteras (ISF) es una federación de Organizaciones No Gubernamentales de Desarrollo (ONGD) españolas dedicadas a la cooperación para el desarrollo y que busca poner la tecnología al servicio del desarrollo humano, para construir una sociedad mundial justa y solidaria. 

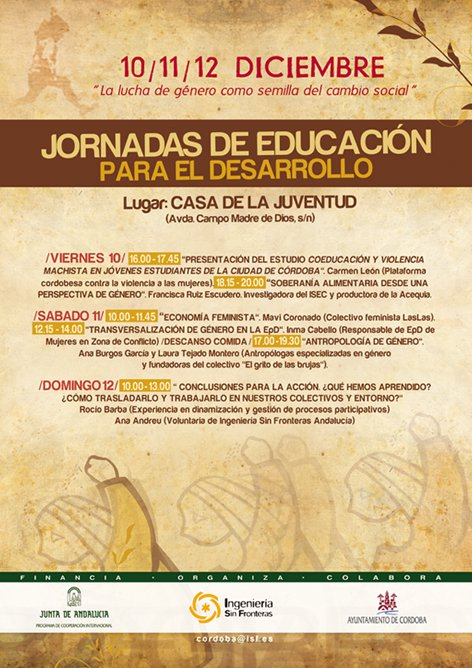
Cartel de unas jornadas organizadas por Ingeniería sin fronteras

Las ONGD que componen la federación de ISF son pluridisciplinares, aconfesionales y apartidistas. Las forman personas que participan como socias y como voluntarias. 
ISF es una organización que trabaja en varios campos de actuación: proyectos de cooperación, educación para el desarrollo, investigación e incidencia.

## Historia
Las primeras asociaciones ISF en España nacen en 1990 en el ámbito universitario como iniciativas de grupos de solidaridad en Asturias, Madrid y Zaragoza. El trabajo de ISF comienza con un proyecto de colaboración con la Universidad Centroamericana de El Salvador (UCA) al que se van sumando proyectos de desarrollo, seminarios y publicaciones.
A lo largo de los noventa surgen otras asociaciones de ISF en el resto de España de forma casi simultánea y en 1994 forman la Federación Española de Ingeniería Sin Fronteras, animadas por el impulso del asociacionismo del movimiento del 0,7%. 
Desde 1997, la Federación ISF forma parte de la Coordinadora Española de ONGD (CONGDE) y desde marzo de 2001 forma parte de su Junta de Gobierno. En este tiempo, ISF ha fortalecido sus relaciones y extendido sus áreas de implantación y colaboración. En el año 2002, ha sido una de las organizaciones impulsoras de la plataforma +enRED de ámbito nacional y Àgora Nord-Sud en Cataluña.
Además, tiene vínculos con organizaciones similares en Francia, Italia y Bélgica.